# Bolszoj Dwor (jagnickoje sielskoje posielenije)
Bolszoj Dwor (ros. Большой Двор) – wieś (dieriewnia) w Rosji, w obwodzie wołogodzkim, w rejonie czerepowieckim. W 2021 liczyła 85 mieszkańców.